# 1. Liga Promotion 2013/14
Die 1. Liga Promotion 2013/14 war die 2. Spielzeit der dritten Schweizer Spielklasse im Fussball der Männer. Sie umfasste 16 Mannschaften.

## Modus
Die ursprünglich sechzehn Vereine der 1. Liga Promotion hätten je zweimal gegen jeden Gegner antreten sollen, einmal im heimischen Stadion, einmal auswärts. Insgesamt hätte so jedes Team 30 Spiele absolviert. Nach dem Rückzug der AC Bellinzona aus dem Spielbetrieb waren es nur noch fünfzehn Vereine und 28 gewertete Spiele pro Mannschaft. Die AC Bellinzona hatte zum Zeitpunkt des Konkurses bereits sieben Partien ausgetragen, die rückwirkend annulliert wurden.
Der Erstklassierte stieg am Ende der Saison in die Challenge League auf, die zwei Letztklassierten in die 1. Liga Classic ab.

## Tabelle
| Pl. | Verein                      | Sp. | S  | U  | N  | Tore    | Diff. | Punkte |
| --- | --------------------------- | --- | -- | -- | -- | ------- | ----- | ------ |
| 1. | FC Le Mont-sur-Lausanne (N) | 28  | 16 | 5  | 7  | 049:360 | +13   | 53     |
| 2. | SC YF Juventus Zürich       | 28  | 15 | 4  | 9  | 054:330 | +21   | 49     |
| 3. | Étoile Carouge FC           | 28  | 15 | 4  | 9  | 071:540 | +17   | 49     |
| 4. | FC Köniz (N)                | 28  | 13 | 10 | 5  | 048:310 | +17   | 49     |
| 5. | FC Tuggen                   | 28  | 14 | 4  | 10 | 063:520 | +11   | 46     |
| 6. | SR Delémont                 | 28  | 12 | 5  | 11 | 040:430 | −3    | 41     |
| 7. | FC Zürich II                | 28  | 11 | 7  | 10 | 038:390 | −1    | 40     |
| 8. | FC Basel II                 | 28  | 10 | 7  | 11 | 038:410 | −3    | 37     |
| 9. | FC Sion II                  | 28  | 11 | 4  | 13 | 045:520 | −7    | 37     |
| 10. | SC Brühl St. Gallen         | 28  | 10 | 6  | 12 | 035:450 | −10   | 36     |
| 11. | Stade Nyonnais              | 28  | 10 | 5  | 13 | 036:480 | −12   | 35     |
| 12. | FC Breitenrain              | 28  | 9  | 7  | 12 | 041:400 | +1    | 34     |
| 13. | BSC Old Boys Basel          | 28  | 9  | 3  | 16 | 050:550 | −5    | 30     |
| 14. | FC St. Gallen II            | 28  | 5  | 10 | 13 | 028:430 | −15   | 25     |
| 15. | SC Kriens                   | 28  | 6  | 7  | 15 | 038:620 | −24   | 25     |
| 16. | AC Bellinzona (A)           | 0   | 0  | 0  | 0  | 000:000 | ±0    | 0      |
| Endstand (A) Absteiger (N) Neuaufsteiger Aufstieg in die Challenge League Abstieg in die 1. Liga Classic Rücknahme der Mannschaft aus dem Spielbetrieb und Abstieg in die 2. Liga |                             |     |    |    |    |         |       |        |

## 1. Liga Classic – Aufstiegsspiele
In der Promotion League (bis anhin 1. Liga Promotion genannt) können maximal vier U-21-Mannschaften spielen. Entsprechend nahmen maximal so viele U-21-Mannschaften an den Spielen um den Aufstieg in die Promotion League teil, wie freie Plätze vorhanden waren. In zwei Runden wurden von den besten beiden Teams jeder der drei Gruppen der 1. Liga Classic und den beiden besten Gruppendritten zwei Aufsteiger in die Promotion League ermittelt. Die Begegnungen wurden am 31. Mai 2014 ausgelost. Die Spiele fanden zwischen dem 4. Juni und dem 14. Juni statt.

### Zwischenrunde
Die Hinspiele wurden am 4. Juni 2014 ausgetragen, die Rückspiele am 7. Juni.
|                    | Gesamt |                      | Hinspiel | Rückspiel |
| ------------------ | ------ | -------------------- | -------- | --------- |
| FC Fribourg        | 2:5    | Neuchâtel Xamax FCS  | 2:2      | 0:3       |
| FC Baden           | 7:3    | USV Eschen-Mauren    | 5:0      | 2:3       |
| FC Münsingen       | 2:5    | SC Düdingen          | 2:2      | 0:3       |
| FC Rapperswil-Jona | 2:0    | FC Oberwallis Naters | 1:0      | 1:0       |

### Aufstiegsrunde
Die Sieger aus den beiden Begegnungen der Aufstiegsrunde nahmen in der Saison 2014/15 an der Promotion League teil. Die Hinspiele fanden am 11. Juni 2014 statt, die Rückspiele am 14. Juni.
|                     | Gesamt    |                    | Hinspiel | Rückspiel |
| ------------------- | --------- | ------------------ | -------- | --------- |
| Neuchâtel Xamax FCS | 3:2       | FC Baden           | 2:0      | 1:2 n. V. |
| SC Düdingen         | (a)1:1(a) | FC Rapperswil-Jona | 1:1      | 0:0       |